# Sam Lavagnino

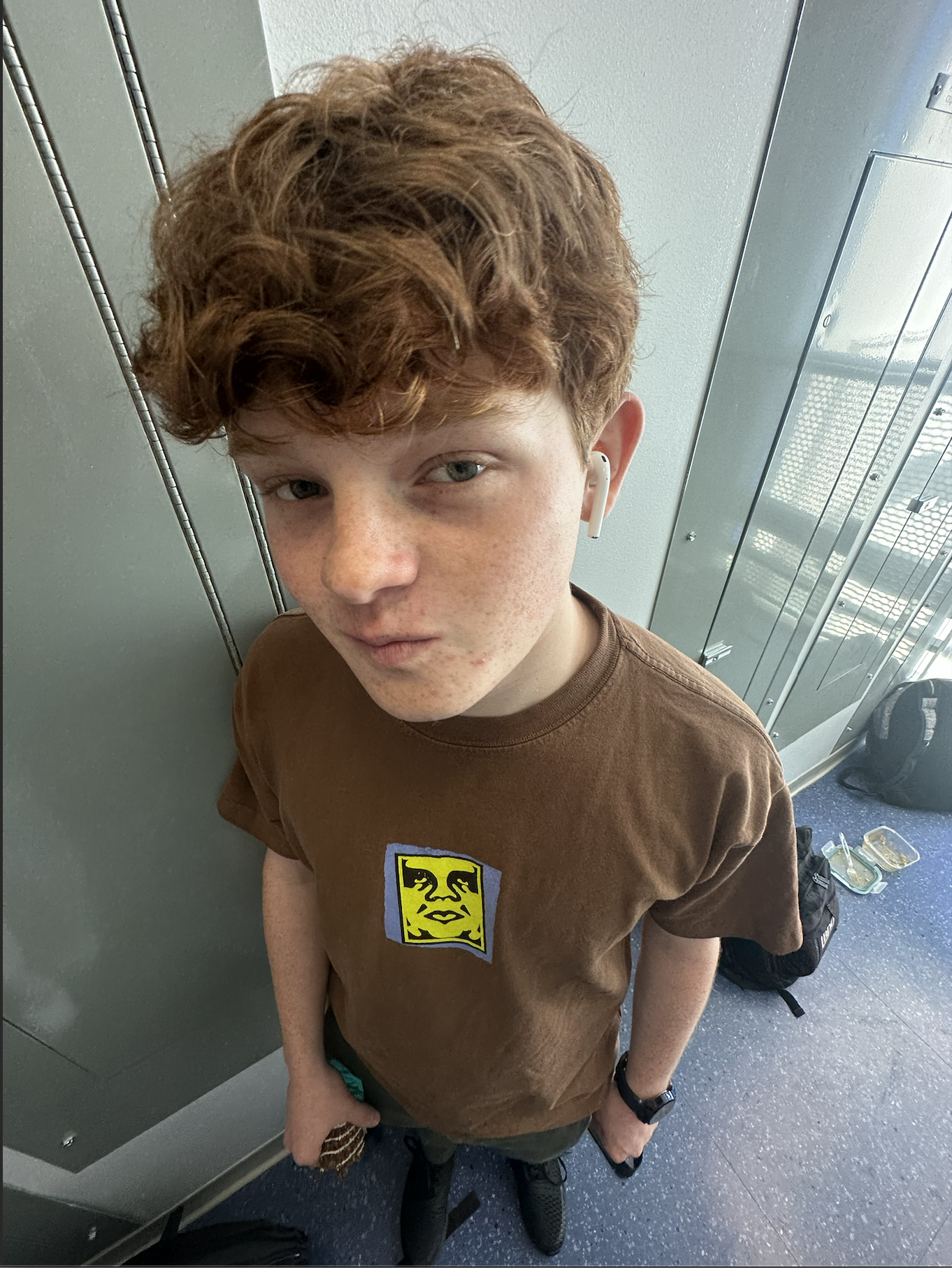
Sam Lavagnino (2023)

Sam Lavagnino (* 29. Juni 2006) ist ein US-amerikanischer Synchronsprecher. Seine bekannteste Sprechrolle ist die Figur Catbug in der Zeichentrickserie Bravest Warriors.

## Leben
Lavagnino kam als Sohn des Schriftstellers Tom Lavagnino und der Schauspielerin Hope Levy zur Welt. Im Alter von 14 Monaten war er auf dem Cover vom Time Magazine zu sehen, wo er als Albert Einstein verkleidet war. Er ist seit 2012 als Synchronsprecher tätig, so lieh er z. B. seine Stimme dem jüngeren Grizz in der Serie We Bare Bears.

## Synchronisation (Auswahl)
- 2013–2018: Bravest Warriors (Zeichentrickserie, 30 Folgen) als Catbug
- 2014: Sanjay & Craig (Zeichentrickserie, eine Folge) als Mr. Munchie
- 2014–2019: We Bare Bears (Zeichentrickserie, 25 Folgen) als jüngerer Grizz
- 2015–2018: Miles von Morgen (Miles From Tomorrowland, Animationsserie, 42 Folgen) als Blodger
- 2017–2020: Welpen Freunde (Puppy Dog Pals, Animationsserie, 80 Folgen) als Rolly
- 2018: Der Grinch als Ozzy
- 2022: Craig of the Creek (Zeichentrickserie, fünf Folgen) als Rings